# Chörten

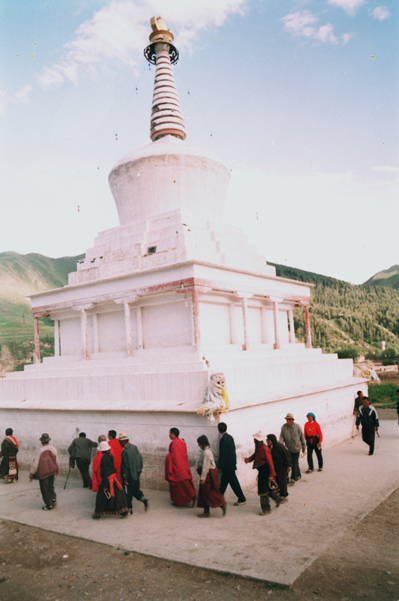
Circumambulatio intorno al chörten del monastero di Labrang, nel Gansu.

Chörten (tibetano: མཆོད་རྟེན།, Wylie: mchod rten, THL: chörten, pronunciato Tcheutèn) è il nome tibetano degli stupa buddisti diffusi in alcune regioni dell'Asia. Talvolta sono indicati anche con il nome di dagoba in Sri Lanka.
Costituiscono l'espressione architettonica più diffusa del buddismo e sono diffusi soprattutto nella regione himalayana.

## Origini
Lo stupa era inizialmente una costruzione perenne con la funzione di monumento funebre senza spazi interni. Il primo stupa fu costruito in India nel II secolo a.C. Era uno dei simboli della religione buddista, in un momento in cui le immagini religiose non erano permesse.
I primi chörten tibetani erano destinati a ricevere le reliquie del Buddha Śākyamuni. Più tardi divennero ricettacoli dei corpi di uomini e donne tibetani particolarmente virtuosi. I resti mortali di personalità quali Dalai Lama o Panchen Lama vengono inumati in un chörten di grandi dimensioni o realizzato in oro. Altri chörten contengono invece testi sacri. In Tibet furono eretti migliaia di chörten per commemorare grandi maestri o per ospitare reliquie e offerte. Tuttavia, la maggior parte di questi è stata purtroppo distrutta o gravemente danneggiata durante la Rivoluzione culturale o negli anni immediatamente successivi.

### Dallo stupa al chörten

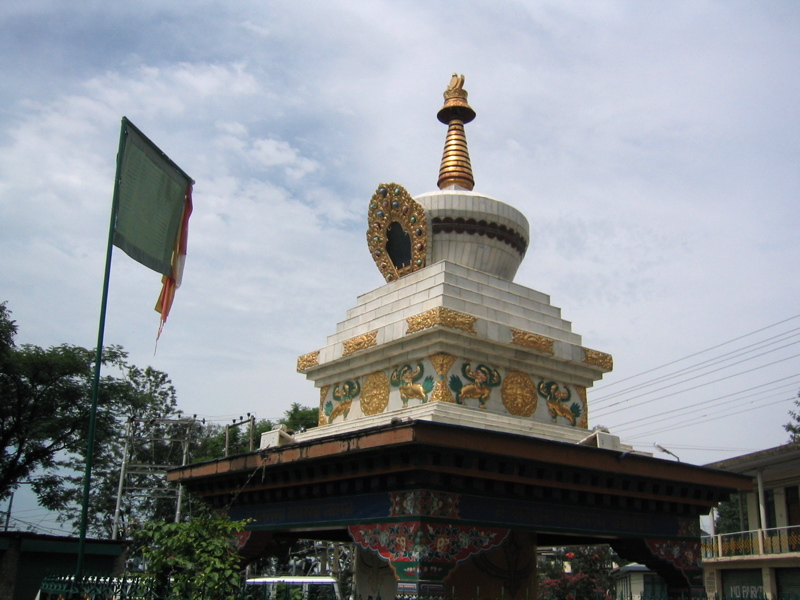
Stupa/chörten costruito da Thubten Ngodup, a Dharamsala.

Le forme degli stupa possono variare notevolmente a seconda della regione in cui questi vengono costruiti. In Tibet, Bhutan, Ladakh e Sikkim gli stupa sono noti come chörten e presentano una caratteristica forma a bulbo, mentre in Birmania e nel Sud-est asiatico adottano una tipica forma a campana.
Ad alcuni chörten si attribuiscono talvolta dei poteri soprannaturali. Uno di questi, noto come «vittoria su Māra», fu dedicato al governo tibetano in esilio e oggi sorge a Dharamsala. Si dice che abbia il potere di opporsi alle forze negative sotterranee.

## Architettura
Esistono chörten in tutti i colori e tutte le dimensioni, dalla scultura in miniatura posta su un altare all'edificio monumentale.

### Materiali
A causa della relativa scarsità di legno in Tibet e in assenza di costruzioni monumentali in pietra, i chörten sono costruiti con gli stessi materiali delle fattorie e dei monasteri: mattoni secchi o pietre squadrate con rivestimento in gesso.

### Stile

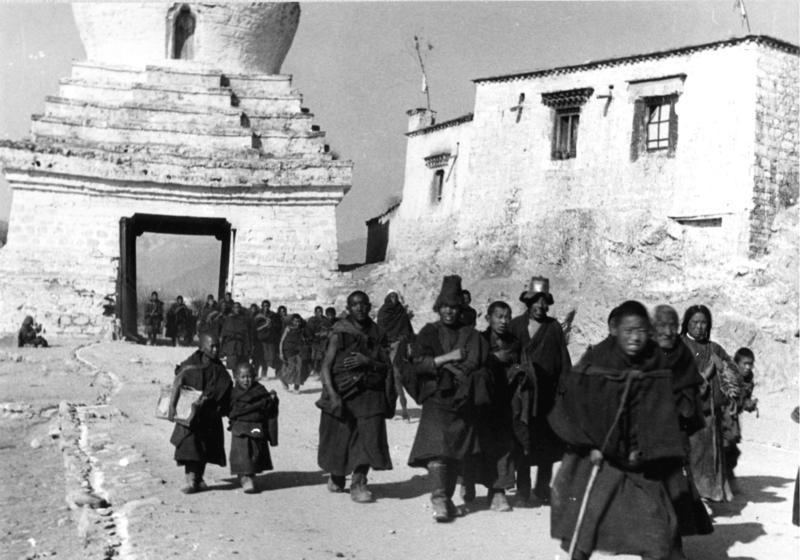
Un chörten che serve da porta della città di Lhasa (1938).

Lo stile dei chörten spazia dalla copia degli stupa indiani (in particolare dal Kashmir o dall'Impero Pala) a complessi edifici costruiti su più livelli con spazi interni riservati al culto, come ad esempio il chörten di Gyantse, chiamato anche kumbum (il più importante del Tibet), mentre altri hanno la forma di una porta.
Ci sono anche piccoli chörten votivi in rame.
La pianta dei chörten tibetani può variare e andare dalla forma circolare come nel Kham a quella quadrata tipica del Ladakh.
In gran parte dei chörten si è soliti esporre lunghe file di bandiere di preghiera tibetane.

## Simbologia

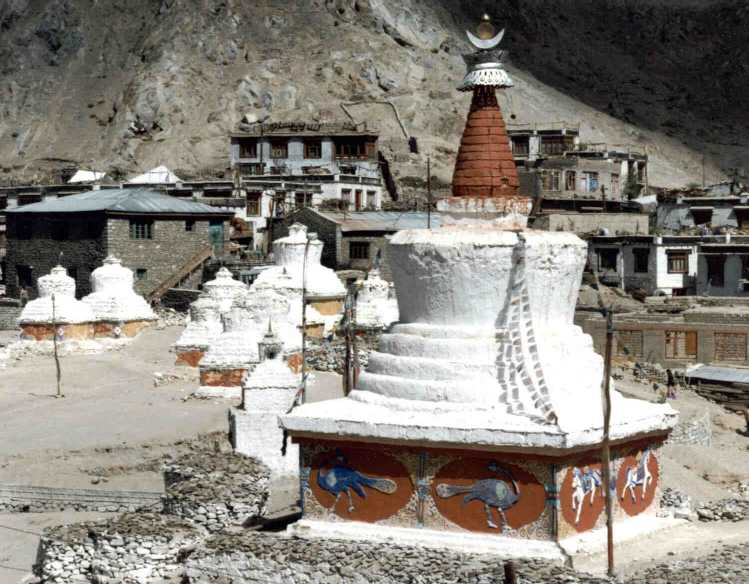
Un chörten nel Ladakh.

Un gran numero di chörten è stato costruito ed è tuttora in costruzione in tutte le regioni himalayane. I fedeli considerano questa azione come virtuosa.
Sotto un'apparente semplicità, il chörten presenta una simbologia complessa che permette diverse interpretazioni.
Un primo livello di interpretazione richiama prima di tutto i Tre Rifugi:
- i quattro gradini della base inferiori simboleggiano la comunità dei religiosi (sangha);
- la base cubica rinvia all'insegnamento del Buddha (Dharma)
- il bulbo capovolto evoca il Buddha stesso.[1]

La forma delle sue diverse parti ha un significato simbolico molto preciso:
- L'asse centrale rappresenta l'asse del mondo, che collega gli inferi, la Terra e il cielo;
- La base quadrata è simile all'elemento terra e rappresenta le dieci virtù su cui si basa la pratica spirituale;
- Il bulbo o la cupola simboleggiano una goccia, l'elemento acqua e quindi la fluidità;
- L'asse a forma di fiamma, che di solito presenta tredici dischi impilati, simboleggia l'elemento fuoco, cioè il calore;
- La mezzaluna rappresenta l'elemento aria e la trasparenza;
- Infine, il cerchio si assottiglia in un punto nello spazio (il sole sormontato da una fiamma) e simboleggia l'elemento etereo, cioè la sottigliezza.[1][6]

Schematicamente, il chörten corrisponde ai molteplici aspetti della progressione verso il Risveglio. Questa evoluzione coinvolge cinque saggezze, ciascuna associata a un Dhyani-Buddha. Dal basso verso l'alto, gli elementi del chörten, i cinque sapienti e i cinque Dhyani-Buddha sono associati come segue:
- la base: la saggezza dell'identità (Ratnasaṃbhāva)
- il bulbo: la saggezza dello specchio (Akṣobhya)
- l'asse con i tredici dischi: la saggezza della discriminazione (Amitabha Buddha)
- la mezzaluna: la perfezione delle azioni (Amoghasiddhi)
- il sole: la saggezza della legge (Vairocana).[1]

Se le sculture sono la rappresentazione del corpo del Buddha e i testi sacri trasmettono la sua parola, il chörten è il vettore della sua mente, in quanto può contenere diverse reliquie sacre che gli conferiscono il potere di trasmettere la benedizione del Buddha.

### Le otto vite del Buddha

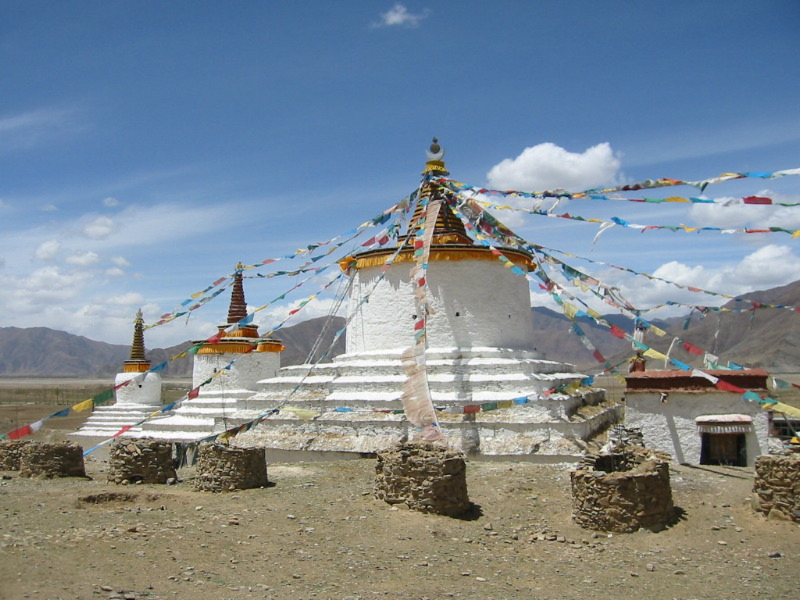
Alcuni chörten tra Lhasa e Ganden.

Esistono diversi tipi di chörten, di cui gli otto principali corrispondono alla vita del Buddha. Ognuno presenta un dettaglio che li differenzia dagli altri:
- il chörten della moltitudine del loto corrispondente alla sua nascita,
- il chörten del risveglio,
- il chörten della messa in movimento della Ruota del Dharma in corrispondenza del primo insegnamento,
- il chörten della discesa dal mondo degli Dei dal quale Buddha era venuto,
- il chörten della riconciliazione,
- il chörten dei prodigi,
- il chörten della vera vittoria (quella sulla morte),
- il chörten del Parinirvāṇa (la morte del Buddha).

### Circumambulatio
I fedeli usano camminare intorno al chörten procedendo da sinistra in segno di deferenza. Come con lo stupa, l'azione del camminare attorno a un chörten in senso orario, seguendo il percorso del sole, è ritenuta portatrice di energia positiva. Questa usanza è nota come circumambulatio ed è un rito presente anche in altri tipi di religioni e credenze.

## Chörten famosi

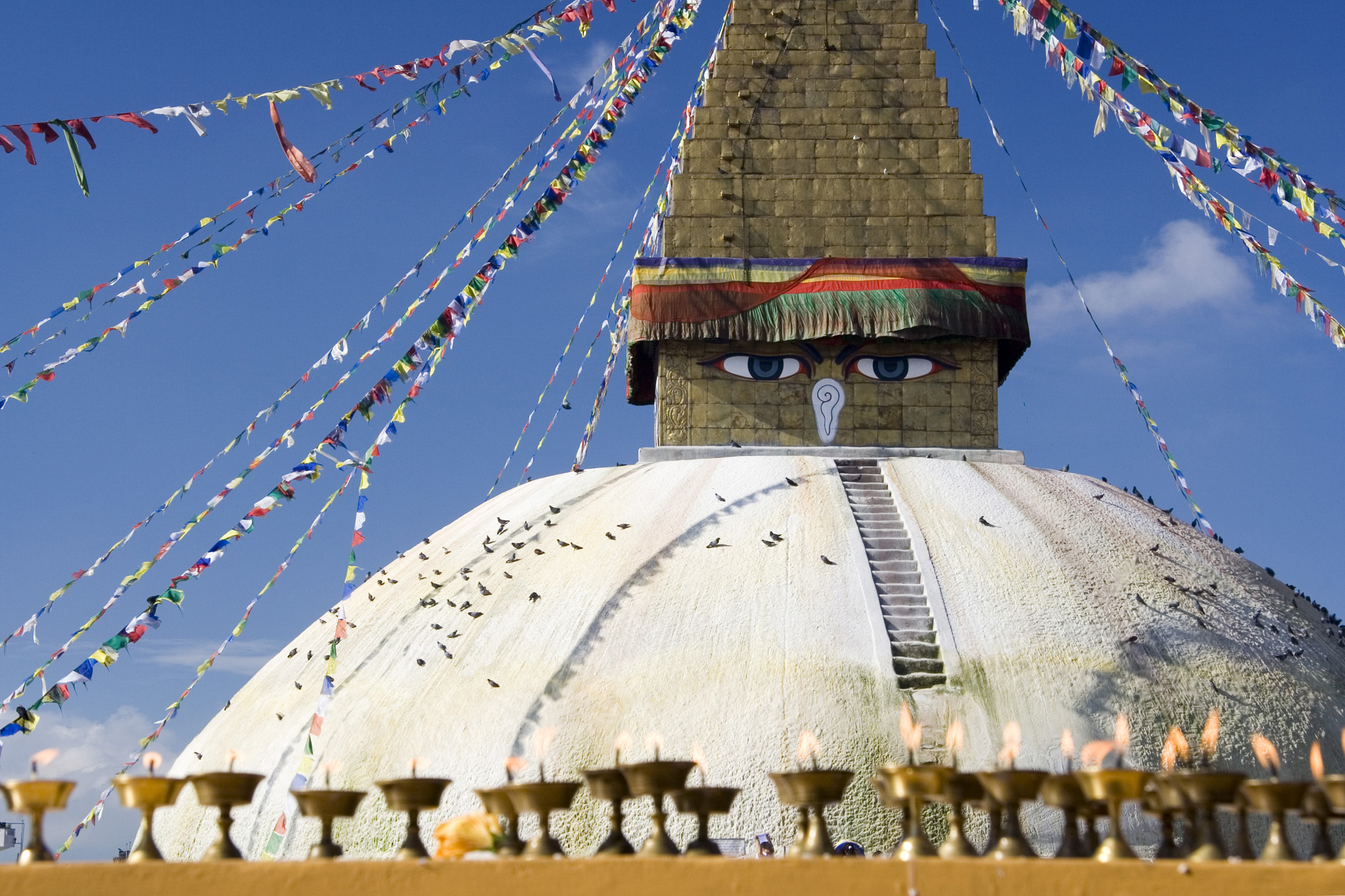
Il celebre Boudhanath a Katmandu, la capitale del Nepal.

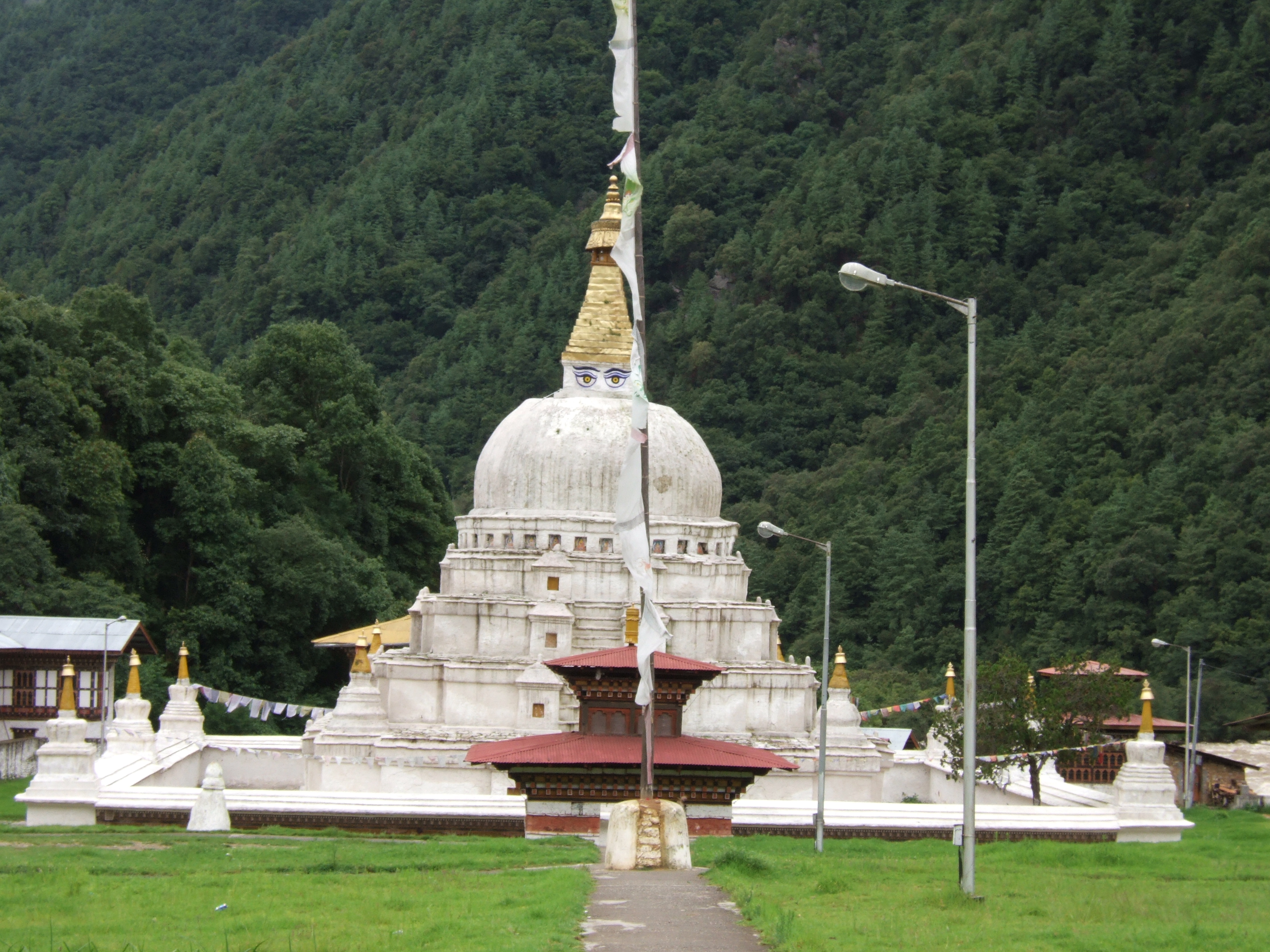
Il chörten Kora, nel Distretto di Trashiyangtse, in Bhutan.

- Il chörten del monte Wutai, nella provincia dello Shanxi, in Cina
- Il chörten del tempio Yong'an, all'interno del Parco Beihai a Pechino
- Il Boudhanath di Katmandu, noto come chorten Chenpo in tibetano[8]
- Il chörten Kora, nel Distretto di Trashiyangtse, in Bhutan
- Il kumbum, appartenente al monastero di Palcho, a Gyantse, uno dei centri più importanti della scuola Sakya del Buddismo tibetano[9]
- Il chörten del gompa di Kirti, nella Prefettura autonoma tibetana e Qiang di Aba
- Il chörten commemorativo di Thimphu, la capitale del Bhutan[10]
- Il Karma Deleg Chö Phel Ling di Hantum, nei Paesi Bassi

## Nella cultura di massa
Nel 1960, il fumettista belga Hergé celebrò le nevi himalayane nel celebre episodio Tintin in Tibet, dove compaiono anche diversi chörten. Il capitano Haddock impara in questo episodio che bisogna girare intorno a qualsiasi chörten procedendo da sinistra, per evitare di scatenare l'ira dei demoni.